# Heterusia mendaciaria
Heterusia mendaciaria är en fjärilsart som beskrevs av Walker 1862. Heterusia mendaciaria ingår i släktet Heterusia och familjen mätare. Inga underarter finns listade i Catalogue of Life.